# Gnilec (struga)
Gnilec – struga, dopływ Czernicy o długości 17,85 km i powierzchni zlewni 44,58 km².
Źródło strugi znajduje się niedaleko wsi Biała. Płynie w kierunku południowym w Dolinie Gwdy poprzez Jezioro Drzonowskie, skąd płynie dalej aż do przedmieść Czarnego, gdzie uchodzi do Czernicy.
Długość strugi na obszarze gminy Biały Bór wynosi 12,3 km.